# East Lynne (film fra 1921)
 For alternative betydninger, se East Lynne. (Se også artikler, som begynder med East Lynne)
East Lynne er en amerikansk stumfilm fra 1921 af Hugo Ballin.

## Medvirkende
- Edward Earle som Archibald Carlyle
- Mabel Ballin som Isabel Vane
- Gladys Coburn som Barbara Hare
- Gilbert Rooney som Richard Hare
- Henry G. Sell som Francis Levison
- Nellie Parker Spaulding som Miss Cornelia
- Doris Sheerin som Afy Hallijohn